# Samuel H. Preston
Samuel Hulse Preston is een Amerikaanse demograaf en socioloog. Hij is een van de toonaangevende demografen in de Verenigde Staten. 
Hij behaalde zijn PhD in economie aan Princeton University in 1968. Preston is emeritus hoogleraar aan de Universiteit van Pennsylvania in Philadelphia. Hij is de voormalige decaan van de Hogeschool voor de Kunsten en Wetenschappen en lid van de National Academy of Sciences.
De Prestoncurve is naar hem vernoemd. Prestons belangrijkste onderzoek richt zich op gezondheid en ziekte in menselijke populaties. Hij heeft geschreven over sterftetrends en patronen in grote aggregaten en over zwart/wit-verschillen in de Verenigde Staten.

## Publicaties
- Preston, Samuel H., & Michael Haines. (1991). Fatal Years: Child Mortality in Late Nineteenth Century America.. Princeton University Press, Princeton.
- Gribble, James N., & Preston, Samuel H. (editors) (1993). The Epidemiological transition: policy and planning implications for developing countries. National Academy Press, Washington, DC. ISBN 0-309-04839-7. Geraadpleegd op 3 June 2010.
- Preston, Samuel H, Patrick Heuveline, and Michel Guillot. (1991). Demography: Measuring and Modeling Population Processes.. Blackwell, New York.